# Solens dannelse og udvikling
Solens dannelse og udvikling hænger nøje sammen med solsystemets dannelse og udvikling, fordi de har fælles oprindelse, og fordi det er Solens udvikling i tidens løb, som er afgørende for solsystemets skæbne. Solens lange levetid kan opdeles i en række faser:
Dannelsen af solen skete for 4,6 milliarder år siden ved tyngdekraftmæssig kollaps af en interstellar gassky. Dette kollaps, under hvis forløb også solens planeter dannedes, og den følgende sammentrækningsfase afsluttedes efter ca. 50 millioner år, og solen gik ind i sin nuværende tilstand. Den forbliver i hovedtræk sådan, til den når en alder på ca. 11,7 milliarder år, hvor den omdannes til en rød kæmpestjerne, og efter en ustabil fase bliver den i en alder af omkring 12,5 milliarder år til en hvid dværg, muligvis omgivet af en planetarisk tåge. I denne fase forbliver den i mange milliarder år, stadigt svagere lysende, indtil den til sidst slukkes helt og bliver til en sort dværg.
Forløbet af solens dannelse og udvikling kan i dag ret nøje simuleres i computermodeller, fordi der er opnået et indgående kendskab til de fysiske love, som er og har været gældende, og specielt har kendskabet til kernefysikken medført forståelse for de processer, som foregår i solen, og som vil ændre den dramatisk og afgørende i de senere faser af dens eksistens.
Solen og solsystemet tilhører galaksen Mælkevejen, og den største af galakserne i vor lokale gruppe af galakser, Andromedagalaksen, nærmer sig Mælkevejen med en fart på omkring 120 km/s. De to galakser vil derfor kollidere om ca. 2 milliarder år. Selvom astronomer beregner, at der er 12 % sandsynlighed for, at Solen vil blive trukket udad og placeret i Mælkevejens "tidevands-hale" og 3 % for, at den inden da vil blive tyngdemæssigt bundet til Andromeda, så betyder de uhyre afstande mellem stjernerne, at sandsynligheden for, at kollisionen forstyrrer Solen selv – eller endog solsystemet som helhed – er så ringe, at der kan ses bort fra denne begivenhed i sammenhæng med udviklingen i solens livsforløb.

## Solens dannelse
Ifølge den gængse teori, kaldet urtågeteorien, dannedes solen og solsystemet for ca. 4,6 milliarder år siden ved et gravitationelt kollaps i en del af en molekylesky, som sandsynligvis var adskillige lysår i diameter. Indtil begyndelsen af 2000-tallet var det konventionelle synspunkt, at solen dannedes i et relativt isoleret område, men undersøgelser af gamle meteoritter afslører spor af isotoper med kort levetid, som 60Fe, der kun dannes i eksploderende, kortlivede stjerner. Dette tyder på, at et antal supernovaer forekom i Solens nærhed, mens den dannedes, og en chokbølge fra en af disse supernovaer kan have udløst Solens opståen ved at skabe regioner med ekstra tæthed i skyen, hvilket fik disse til at falde sammen. Eftersom supernovaer kun opstår blandt massive stjerner med kort levetid, må Solen være dannet i et stort stjernedannelsesområde, hvor massive stjerner opstod, muligvis lignende det, der kendes som Oriontågen.
En af disse regioner af sammenfaldende gas, (kendt som den præ-solare tåge) dannede, hvad der ville blive til solsystemet. Denne region havde en diameter på mellem 7.000 og 20.000 astronomiske enheder (AU) og med en masse ganske lidt større end solens. Dens sammensætning var nogenlunde den samme som Solens er nu, idet brint og helium, som blev dannet ved Big Bang-nukleosyntese, udgjorde omkring 98 % af massen. De resterende 2 % af massen udgjordes af tungere grundstoffer, som var dannet ved nukleosyntese i foregående generationer af stjerner. Sent i stjernernes udviklingsforløb udstødte de tungere grundstoffer til det interstellare medium.
Da impulsmomentet bevaredes under sammentrækningen, roterede den sammenfaldende gaståge stadig hurtigere. Efterhånden som materialet i tågen fortættedes, begyndte atomerne i den at støde sammen med stigende hyppighed, hvorved deres kinetiske energi omdannedes til varme. Centeret, hvor størstedelen af massen samledes, blev stadigt varmere end den omgivende skive. I løbet af omkring 100.000 år, bevirkede et samspil af gravitation, gastryk, magnetiske felter og rotationen, at tågen under sammentrækningen fladedes ud til en drejende, protoplanetarisk skive med en diameter på ~200 AU og dannede en varm, tæt protostjerne (en stjerne, hvor fusion af brint endnu ikke er begyndt) i centrum.
På dette tidspunkt i dens udvikling menes Solen at have været en T-Tauristjerne.
Efter omkring 50 millioner år blev temperatur og tryk i solens kerne så højt, at brintfusion begyndte at finde sted, hvilket skabte en indre energikilde, som modvirkede den tyngdemæssige sammentrækning, indtil der indtrådte hydrostatisk ligevægt. Det markerer Solens overgang til dens primære livscyklus, hvor den er en stjerne i hovedserien i Hertzsprung-Russell-diagrammet, fordi hovedseriens stjerner netop får deres energi fra fusion af brint til helium i deres kerne. Solen er også på nuværende tidspunkt en stjerne i hovedserien.

## Urtågeteoriens historie
Den nuværende standardteori for dannelsen af Solen, urtågeteorien, har bevæget sig mellem accept og forkastelse siden den først blev formuleret af Emanuel Swedenborg, Immanuel Kant og Pierre-Simon Laplace i det 18. århundrede. Den mest afgørende indvending mod hypotesen har været, at den tilsyneladende ikke kunne forklare Solens ringe impulsmoment i sammenligning med planeterne. Solen indeholder ca. 99,87 % af solsystemets masse, men kun omkring 1 % af dets moment. Planeterne har altså 99 % af momentet, hvoraf 60 % alene befinder sig i Jupiters bane.
Studier af unge stjerner, foretaget siden begyndelsen af 1980'erne, har imidlertid vist, at de er omgivet af kolde skiver af støv og gas, helt som gastågehypotesen forudsiger, og det har ført til dens fornyede accept, ligesom der er fremsat nye teorier for mekanismer, som kan have ført impulsmoment udad fra solen.

## Stjerne i hovedserien
Hvert sekund omdannes i solens kerne ca. 564 millioner ton brintkerner til ca. 560 millioner ton helium, mens massetabet på ca. 4,26 millioner ton per sekund omsættes til energi, idet der produceres neutrinoer og stråling. Kun ca. 0,7 % af brinten omdannes til energi, resten fusioneres til helium. Med denne omdannelseshastighed har solen indtil nu forbrugt en masse, der svarer til omkring 100 jordmasser, og omdannet den til energi.
Solen forbliver stabil som en stjerne i hovedserien i ca. elleve milliarder år. I løbet af denne tid stiger dens lysudsendelse efterhånden til det tredobbelte: fra 0,7 L0 til 2,2 L0 og radius til næsten det dobbelte: fra 0,9 R0 til 1,6 R0 (hvor L0 og R0 betegner de nuværende værdier). Når solens alder er 5,5 milliarder år, altså om 0,9 milliarder år fra nu, vil gennemsnitstemperaturen på jordoverfladen overskride den værdi på 30 °C, som tillader højere livsformer.
 Efter endnu en milliard år vil overfladevandet være helt forsvundet,
og temperaturen når 100 °C. 
Efter 9,4 milliarder år fra solens dannelse er brinten i solcentret opbrugt, og fusionszonen ændrer sig til at være en kugleskal uden om det. Denne kugleskal bevæger sig udad i tidens løb, men dette fører dog i begyndelsen ikke til ændring af de solparametre, som kan betragtes udefra.
I perioden fra 11 til 11,7 milliarder år begynder det "udbrændte" kerneområde, som nu består af helium, at trække sig sammen. Den deraf følgende temperaturstigning får energiomsætningen i brintskallen til at øges, og det bevirker igen, at solradius vokser til 2,3 R0. Solen bliver rødlig og begynder at fjerne sig fra hovedserien i Hertzsprung-Russell-diagrammet. Indtil dette tidspunkt andrager solens massetab som følge af solvind mindre end en promille.

## Fase som rød kæmpestjerne
I tiden fra 11,7 til 12,3 milliarder år sker der en dramatisk, accelererende forøgelse af solens lysstyrke og radius. Den langt større overflade betyder, at overfladetemperaturen falder, og dens farve bliver endnu rødere. I slutfasen af denne udvikling vil solen have en lysudstråling på 2.300 L0 og en radius på 166 R0, svarende til radius for Venus´s omløbsbane. Merkur og Venus vil gå til grunde, og set fra Jorden, hvis overflade vil være smeltet til et stort lavaocean, vil solen dække en stor del af himlen. 
På grund af den nedsatte tyngdekraft på solens overflade mister solen i denne fase 28 % af sin masse, der føres væk af solvinden. I fasens slutning strømmer hvert år en masse på op til 1,3·10-7 M0 ud i verdensrummet som interstellar gas (hvor M0 betegner solens nuværende masse). Den mindre solmasse betyder, at solens tiltrækning af planeterne aftager, hvorved disses baneradier øges med omkring 38 %. 
Da solens kerne ikke længere producerer energi, giver den igen efter for gravitationen og trækker sig sammen, til dens tæthed er øget til ca. 10.000 gange dens nuværende værdi.

## Ustabil fase: Heliumglimt og -forbrænding
Sammentrækningen af centralregionen får dennes temperatur til at stige, så den til slut når 108 K. Ved denne værdi begynder fusion af helium til kul (kaldet triple-alfa-processen). Den ekstreme tæthed i centrum, der er af størrelsesordenen 106 g/cm3, og den dermed forbundne neutrinoafkøling betyder, at fusionsreaktionen først tændes i en varmere kugleskalzone uden om centrum. Den frigivne energi ville almindeligvis medføre en ekspansion af kernen med en tilhørende stabilisering af temperaturen. Kerneområdet befinder sig imidlertid i en særlig kvantemekanisk degenereret tilstand, som medfører, at energien bruges til at ophæve denne. Derfor vil en stabil tilstand ikke være mulig, og heliumfusionen vil sætte ind i form af en gigantisk eksplosion, der betegnes som et heliumglimt (helium flash). Glimtet betyder, at solens lys i flere sekunder stiger til 1010 L0, hvilket svarer til ca. 10 % af hele Mælkevejens lysstyrke.
Først når 3 % af den forhåndenværende heliummængde er omsat, sætter en ekspansion ind og stopper denne kraftudladning. Ekspansionen bevirker, at brintfusionszonen skubbes endnu længere udad, hvorved dens temperatur og dermed også dens energiomsætning aftager. Den ydre virkning af heliumglimtet er derfor det paradoksale, at lysstyrken aftager med næsten en faktor 100 i løbet af de følgende omkring 10.000 år. Der følger en fase med en varighed på ca. en million år, hvor solparametrene oscillerer, til heliumfusionen i centrum når en stabil tilstand, hvori den forbliver i 110  millioner år. Samtidig fortsætter kugleskalsforbrændingen af brint stadig, mens den bevæger sig udad. I dette tidsrum er lysstyrken nogenlunde konstant med en værdi på 44 L0 og en solradius på 10 R0.

### Heliumskalforbrænding
Når stjernen har forbrugt sit forråd af helium i kernen, fortsætter fusionen af helium i en kugleskal uden om en varm kerne bestående af kul og ilt. Stjernen følger nu den asymptotiske kæmpegren i Hertzsprung-Russell-diagrammet, svarende til den oprindelige udvikling som rød kæmpestjerne, men med endnu større energiproduktion og en deraf følgende kortere varighed, som anslås til ca. 20 millioner  år. 
Der vil således på samme tid findes to kugleskaller med fusionszoner: Yderst en zone med fusion af brint; og en zone med heliumfusion i en tynd kugleskal omkring en kerne, hvor kulstoffet trækker sig sammen ved gravitationens virkning. Det bevirker tilsammen en ny, meget kraftig forøgelse af solens lysstyrke til 2000 L0 og en forøgelse af dens radius til 130 R0. Mod slutningen taber solen derved en masse svarende til 0,1 M0.
I de sidste 500.000 år af denne fase venter man, at vekselvirkningen mellem den kontraherende kerne og heliumfusionszonen bevirker yderligere instabile situationer. Heliumskallens fusion er ikke kraftig nok til at løfte materialet ovenover, så den kan ikke udvide sig. Da der derfor ikke sker en køling af skallen ved udvidelse, stiger dens temperatur hastigt. Det fører til en varmepulsation, der hurtigt udløser den opbyggede energi og tillader s-proces-reaktioner at finde sted. En sådan kortvarig pulsation bevirker en voldsom forøgelse af lysstyrken på ca. 106 L0. Et sandsynligt scenario er f.eks. fire sådanne heliumblink (egentlig heliumskalblink, da de fysiske karakteristika afviger fra heliumblinket ved antændelsen af solens kerne) med en tidsmæssig afstand på mellem 10.000 og 100.000 år.
Som følge af hvert af disse heliumglimt og den dermed forbundne udadgående bevægelse af brintfusionszonen, kan fusionen i den  gå midlertidigt i stå i de følgende 200 år, så set udefra vil virkningen af et heliumglimt først være aftagende lysstyrke. Efter 400 års forløb når heliumglimtets energi imidlertid solens overflade, lysstyrke og radius stiger og aftager derpå igen i løbet af de følgende 10.000 år. Der forekommer herved variationer i lysstyrken på mellem 500 L0 og 5000 L0 og radiusvariationer mellem 50 R0 og 250 R0. I faserne med maksimal udstrækning når soloverfladen ud til den nuværende jordbane om solen.
Jordens skæbne er dog ikke helt klar. Dens større baneradius som følge af solens ringere masse kunne betyde, at den fortsat ville bestå, men nyere forskning tyder på, at også jorden opsluges af solen, fordi den under sit omløb vil skabe en tidevandsbølge på solen, som bremser den og trækker den ind i solen.
I disse faser afstøder solen tilsammen en masse på yderligere 0,05 M0.

## Hvid dværg og planetarisk tåge
Ved de skete tab af masse mister solen sine ydre lag, herunder fusionszonerne for helium og brint. Ca. 100.000 år efter det sidste heliumblink frilægges derved den varme, indre kerne, som væsentligst består af kul og ilt med høj tæthed. Dens radius andrager nu kun 0,08 R0, mens dens overfladetemperatur er 120.000 K og lysstyrken til at begynde med er 3500 L0. Den høje temperatur giver sig udslag i, at udstrålingen i høj grad er ultraviolet, hvilket får solens afstødte gasskyer til at lyse. 
Det har hidtil været antaget, at solens massetab i den sidste periode som stjerne i klassen asymptotiske kæmpestjerner var så lille, at den afstødte ydre skal ville danne en egentlig planetarisk tåge, fordi den stadigt øgende solvind vil få de inderste, sidst afstødte dele til at indhente de yderste og danne en stor kugleformet og lysende gassky. Den ville i så fald lyse i en periode på nogle titusinde år, før den ikke længere kunne ses, fordi dens gasser fortyndedes.
Nyere modeller af forløbet har imidlertid vist, at massetabet i forløbet kan være større, så den sidste, termiske pulsation ikke vil være stærk nok til at fremkalde en tilstrækkelig kraftig solvind til at danne en egentlig planetarisk tåge. Det sluttelige massetab vil ifølge dette danne en mindre gassky med en masse på kun hundrededele af solens masse omkring den tilbageværende kerne.
Kernen er nu en stjerne af typen hvid dværg og har omtrent samme størrelse som jorden, men med en masse på 0,55 M0, så dens tæthed vil være omkring et ton per kubikcentimeter. Den har ingen indre varmekilde, så dens udstråling fører til varmetab. Varmetabet er stort i begyndelsen, hvor udstrålingen er stærkest, men overfladetemperaturen vil være stadigt faldende, så den vil lyse (svagere og svagere) i flere dusin årmilliarder, til den til sidst helt forsvinder fra det optiske spektrum og bliver til en sort dværg. 
Hvis det forudsættes, at Big Crunch- eller Big Rip-scenarierne for universets udvikling ikke indtræffer, viser beregninger, at gravitationen fra forbipasserende stjerner efterhånden vil  fjerne alle den døde sols tilbageværende planeter inden for en tidshorisont på 1015 år. 
Skønt både solen og planeterne vil leve videre, vil solsystemet dermed være ophørt at eksistere i nogen meningsfyldt betydning.

## Tabellarisk oversigt over forløbet
De karakteristiske data for de enkelte faser fremgår af følgende tabel, hvor index nul refererer til solens data på nuværende tidspunkt, dvs. i en alder af 4,6 milliarder år.
| Fase                                         | Varighed i millioner år | Lysstyrke (ift. L0) | Radius (ift. R0) |
| -------------------------------------------- | ----------------------- | ------------------- | ---------------- |
| Stjerne i hovedserien                        | 11.000                  | 0,7…2,2             | 0,9 … 1,6        |
| Overgangsfase                                | 700                     | 2,3                 | 1,6 … 2,3        |
| Rød kæmpestjerne                             | 600                     | 2,3 … 2300          | 2,3 … 166        |
| Begynder He-forbrænding                      | 110                     | 44                  | ca. 10           |
| He-skal forbrænding                          | 20                      | 44 … 2000           | 10 … 130         |
| Instabile fase                               | 0,4                     | 500 … 5000          | 50 … 250         |
| Overgang til hvid dværg med planetarisk tåge | 0,1                     | 3500 … 0,1          | 100 … 0,08       |

## Eksterne henvisning og kilder
1. 1 2  >Fraser Cain (2007). "When Our Galaxy Smashes Into Andromeda, What Happens to the Sun? (da:Når vores galakse støder ind i Andromeda, hvad sker der med Solen?)". Universe Today. Hentet 2007-05-16.
2. ↑  J. T. Cox, Abraham Loeb (2007). "The Collision Between The Milky Way And Andromeda (da:Sammenstødet mellem Mælkevejen og Andromeda)". Montly Notices of the Royal Astronomical Society. doi:10.1111/j.1365-2966.2008.13048.x. arXiv:0705.1170. Hentet 2008-04-02.
3. ↑  J. Braine, U. Lisenfeld, P. A. Duc, E. Brinks, V. Charmandaris, S. Leon (2004). "Colliding molecular clouds in head-on galaxy collisions (da:Kolliderende molekyleskyer i direkte galaksesammenstød)". Astronomy and Astrophysics. 418: 419-428. doi:10.1051/0004-6361:20035732. Hentet 2008-04-02.{{cite journal}}:  CS1-vedligeholdelse: Flere navne: authors list (link)
4. 1 2 3 4  Ann Zabludoff (University of Arizona) (Spring 2003). "Lecture 13: The Nebular Theory of the origin of the Solar System (da:Urtågeteorien om solsystemets oprindelse)". Arkiveret fra originalen 22. august 2011. Hentet 2006-12-27.
5. 1 2  Michael Cramer Andersen og Arne Damm (Niels Bohr Institutet for astronomi, fysik og geofysik). "Det astrofysiske grundlag for liv I" (pdf). Hentet 2009-02-10.{{cite web}}:  CS1-vedligeholdelse: url-status (link)
6. ↑  J. Jeff Hester, Steven J. Desch, Kevin R. Healy, Laurie A. Leshin (21. maj 2004). "The Cradle of the Solar System (da:Solsystemets vugge)". Science. 304: 1116-1117. doi:10.1126/science.1096808. {{cite journal}}: |access-date= kræver at |url= også er angivet (hjælp)CS1-vedligeholdelse: Flere navne: authors list (link)
7. ↑  Martin Bizzarro, David Ulfbeck, Anne Trinquier, Kristine Thrane, James N. Connelly, Bradley S. Meyer (2007). "Evidence for a Late Supernova Injection of 60Fe into the Protoplanetary Disk (da: Beviser for et sent tilskud af 60Fe til den protoplanetariske skive)". Science. 316 (5828): 1178-1181. doi:10.1126/science.1141040.{{cite journal}}:  CS1-vedligeholdelse: Flere navne: authors list (link)
8. ↑  W. M. Irvine (1983). "The chemical composition of the pre-solar nebula (da:Den kemiske sammensætning af den præ-solare tåge)".  I T. I. Gombosi (ed.) (red.). Cometary Exploration. Vol. 1. s. 3-12. {{cite conference}}: |editor= har et generisk navn (hjælp)
9. ↑  En astronomisk enhed, eller AU, er den gennemsnitlige afstand mellem Jorden og Solen, nemlig ~150 millioner kilometer. Det er en standardenhed for måling af interplanetariske afstande.
10. ↑  J. J. Rawal (1986). "Further Considerations on Contracting Solar Nebula (da: Videre betragtninger om sammentrækningen af soltågen)" (PDF). Earth, Moon, and Planets. Kluwer Academic Publishers. 34 (1): 93-100. doi:10.1007/BF00054038. Hentet 2006-12-27.{{cite journal}}:  CS1-vedligeholdelse: url-status (link)
11. ↑  Zeilik & Gregory (1998, p. 207)
12. ↑  Charles H. Lineweaver (2001). "An Estimate of the Age Distribution of Terrestrial Planets in the Universe: Quantifying Metallicity as a Selection Effect (da:Et skøn over aldersfordelingen for jordlignende planeter i universet: Kvantificering af metallicitet som en selektiv virkning)". Icarus. 151: 307. doi:10.1006/icar.2001.6607. arXiv:astro-ph/0012399.
13. ↑  Thierry Montmerle, Jean-Charles Augereau, Marc Chaussidon (2006). "Solar System Formation and Early Evolution: the First 100 Million Years (da:Solsystemets dannelse og tidlige udvikling: De første 100 millioner år)". Earth, Moon, and Planets. Spinger. 98: 39-95. doi:10.1007/s11038-006-9087-5.{{cite journal}}:  CS1-vedligeholdelse: Flere navne: authors list (link)
14. ↑   Jane S. Greaves (2005). "Disks Around Stars and the Growth of Planetary Systems (da:Skiver omkring stjerner og væksten af planetsystemer)". Science. 307: 68. doi:10.1126/science.1101979.
15. ↑  "An Interesting Neighborhood to Live In (Et interessant nabolag at bo i)". American Association of Variable Star Observers (engelsk). Arkiveret fra originalen 5. juli 2003. Hentet 2009-02-10.
16. ↑  Sukyoung Yi, Pierre Demarque, Yong-Cheol Kim, Young-Wook Lee, Chang H. Ree, Thibault Lejeune, Sydney  Barnes (2001). "Toward Better Age Estimates for Stellar Populations: The {\displaystyle Y^{2}} Isochrones for Solar Mixture (da:Mod bedre aldersbestemmelse af stjernepopulationer: {\displaystyle Y^{2}} isokronerne for solbestanddele". Astrophysical Journal Supplement. 136: 417. doi:10.1086/321795. arXiv:astro-ph/0104292.{{cite journal}}:  CS1-vedligeholdelse: Flere navne: authors list (link)
17. ↑  Zeilik & Gregory (1998, p. 320)
18. ↑  M. M. Woolfson (1984). "Rotation in the Solar System (Rotation i solsystemet". Philosophical Transactions of the Royal Society of London. 313: 5.
19. ↑  Woolfson, M.M. (1993). "Solar System – its origin and evolution". Q. J. R. astr. Soc. 34: 1-20.
20. ↑  Nigel Henbest (1991). "Birth of the planets: The Earth and its fellow planets may be survivors from a time when planets ricocheted around the Sun like ball bearings on a pinball table (da:Planeternes fødsel: Jorden og dens naboplaneter kan være overlevende fra en tid, da planeterne ricochetterede om solen som kugler på et pinball-bord)". New Scientist. Arkiveret fra originalen 7. juli 2013. Hentet 2008-04-18.
21. ↑  C. Bounama, W. v. Bloh, S. Franck: Das Ende des Raumschiffs Erde. (da:Rumskib Jordens endeligt) I: Spektrum der Wissenschaft. Spektrum, Heidelberg 2004, 10 (Okt.), S. 52–59. ISSN 0170-2971
22. ↑  Guillemot, H.; Greffoz, V. (marts 2002). "Ce que sera la fin du monde (da:Sådan vil verdens ende være )". Science et Vie (fransk). N° 1014.{{cite journal}}:  CS1-vedligeholdelse: Flere navne: authors list (link)
23. ↑  Carrington, Damian (21. februar 2000). "Date set for desert Earth (da:Datoen fastlagt for den øde jord". BBC News. Hentet 2007-03-31.
24. 1 2 3 4 5  "Solens fødsel, liv og død". www.rummet.dk. Hentet 2009-02-10.{{cite web}}:  CS1-vedligeholdelse: url-status (link)
25. ↑  I. Juliana Sackmann;  et al. (1993). "Our Sun. III. Present and Future (da: Vores sol.III. Nu og i fremtiden)". The Astrophysical Journal. 418: 457-468. {{cite journal}}: Eksplicit brug af et al. i: |author= (hjælp)
26. ↑  Wood, P. R.; Zarro, D. M. (1981). "Helium-shell flashing in low-mass stars and period changes in mira variables (da:Helium-skal glimt i stjerner med lav masse og periodisk ændring af Mira-variable)". Astrophysical Journal. 247 (Part 1).
27. 1 2 3  Schröder, K.-P.; Smith, Robert Connon (2008). "Distant future of the Sun and Earth revisited (da:Solens og jordens fjerne fremtid revurderet)". Monthly Notices of the Royal Astronomical Society: in press. doi:10.1111/j.1365-2966.2008.13022.x. arXiv:0801.4031.
Se også Palmer, Jason (22. februar,   2008). "Hope dims that Earth will survive Sun's death (da:Håbet svinder for, at Jorden vil overleve solens død)". NewScientist.com news service. Arkiveret fra originalen 17. marts 2008. Hentet 2008-03-24. {{cite news}}: Tjek datoværdier i: |date= (hjælp)
28. ↑  Freeman Dyson (juli 1979). "Time Without End: Physics and Biology in an open universe (da:Tid uden ende: Fysik og biologi i et åbent univers)". Reviews of Modern Physics. Institute for Advanced Studies, Princeton New Jersey. 51 (3): 447. doi:10.1103/RevModPhys.51.447. Arkiveret fra originalen 1. november 2013. Hentet 2008-04-02.
29. ↑  I.-J. Sackmann m.fl.: Our Sun. T 3. Present and Future. In: Astrophysical Journal. Univ. of Chicago Press, Chicago Ill 418.1993, 11 (Nov.), 457–468 (Online).  ISSN 0004-637X

- Wikimedia Commons har flere filer relateret til Solens dannelse og udvikling